# Юрій Лінчевський
Лінчевський Юрій (псевд.: Іван Левадний, Юрій Григоріїв; народ. 25. 01. 1911, Київ — пом. 06. 07. 1991, м. Клівленд, шт. Огайо, США) — літературознавець, журналіст.

## Життєпис
Закінчив Київський університет. Там же згодом працював доцентом, завідувачем кафедри літератури.
Під час Другої світової війни став членом націоналістичної організації у Києві. Виїхав до Німеччини, зокрема, мешкав у Мюнхені, 1956 року виїхав до США.
Надрукував низку літературознавчих та історичних статей в українських діспорних періодичних виданнях, зокрема, журналах «Визвольний шлях», «Крилаті», «Наш світ», «Український самостійник», «Вісник Організації оборони чотирьох свобід України», газетах «Народне слово», «Національна трибуна».
До 1000-ліття хрещення України переклав лібрето до опери Дж. Мейсона «Володимир Великий» (1988).
Член Асоціації діячів української культури.
Лауреат Фундації ім. Лариси та Уляни Целевич-Стецюк при Об'єднанні жінок оборони чотирьох свобід України.

## Основні праці
- Леонід Полтава — майстер різноманітних жанрів. 1982;
- Українська література у боротьбі і жертви цієї боротьби // Російщення України: Зб. Укр. конгрес. комітету Америки. 1984;
- Історія столичного Києва. 1988 (усі — Нью-Йорк).